# Kallåstjärnen
Kallåstjärnen är en sjö i Ovanåkers kommun i Hälsingland och ingår i Testeboåns huvudavrinningsområde. Sjön har en area på 0,0558 kvadratkilometer och ligger 402,1 meter över havet. Sjön avvattnas av vattendraget Testeboån (Grannäsån).

## Delavrinningsområde
Kallåstjärnen ingår i det delavrinningsområde (678189-151167) som SMHI kallar för Utloppet av Stora Långtjärnen. Medelhöjden är 407 meter över havet och ytan är 4,82 kvadratkilometer. Det finns inga avrinningsområden uppströms utan avrinningsområdet är högsta punkten. Avrinningsområdets utflöde Testeboån (Grannäsån) mynnar i havet. Avrinningsområdet består mestadels av skog (67 procent) och sankmarker (16 procent). Avrinningsområdet har 0,39 kvadratkilometer vattenytor vilket ger det en sjöprocent på 8,1 procent.